# SiStars
SiStars fue una banda polaca formada por las hermanas Natalia y Paulina Przybysz en  2001. Vencedores de los MTV Europe Music Awards 2004 en la categoría de mejor banda polaca, la agrupación musical ha cultivado numerosos géneros musicales a lo largo de su carrera, desde el hip-hop y el rhythm and blues hasta el jazz, el funk o la música soul. Son considerados una de las bandas más populares y exitosas de Polonia.

## Biografía
SiStars apareció en el mapa musical gracias a una participación como invitados en la canción Zeszyt rymow, del rapero polaco Tede. El 15 de marzo de 2003 la banda lanzó su álbum debut Sila siostr, que incluía colaboraciones con Tede, O.S.T.R., Ania Szarmach, entre otros más. Este álbum fue promocionado por el sencillo Spadaj, juntó con el videoclip del tema. El 2004 fue un año muy exitoso para la banda, con el lanzamiento de su EP Sistars, seguido del lanzamiento del exitoso sencillo Sutra. Estos logros hicieron que la banda se hiciera acreedora a numerosos premios de la industria musical polaca (como el ESKA Music Award a Mejor Debut, y el Premio de la Audiencia en el Festival Musical Opole 2004).
En 2005, SiStars lanzó su segundo álbum A.E.I.O.U., el cual confirmó la importante posición del grupo en la escena del hip hop polaco. Ese mismo año, la banda ganó el ESKA Music Award a Mejor Banda. Además SiStars ha ganado durante 2 años consecutivos (2004 y 2005) el premio de los MTV Europe Music Awards a Mejor Artista Polonia.

## Componentes
Los últimos miembros del grupo fueron:
- Natalia Przybysz: voz
- Paulina Przybysz: voz
- Bartek Królik: voz, guitarra, bajo y violonchelo
- Marek Piotrowski: teclados y programación
- Przemysław Maciołek: guitarra eléctrica

### Exmiembros
- Robert Luty: batería
- Marcin Ułanowski: batería

## Discografía

### Álbumes
| Título      | Detalles del álbum                                                                | Posiciones en las listas musicales | Certificaciones |
| Título      | Detalles del álbum                                                                | POL                                | Certificaciones |
| ----------- | --------------------------------------------------------------------------------- | ---------------------------------- | --------------- |
| Siła sióstr | - Lanzamiento: 15 de septiembre de 2003 - Discográfica: Warner Music, Wielkie Joł | 1                                  |                 |
| A.E.I.O.U.  | - Lanzamiento: 26 de septiembre de 2005 - Discográfica: Warner Music              | 1                                  | - ZPAV: Oro     |

### EP
| Título | Detalles del álbum                                              |
| ------ | --------------------------------------------------------------- |
| EP     | - Lanzamiento: 21 de junio de 2004 - Discográfica: Warner Music |

### Álbumes compilatorios
| Título              | Detalles del álbum                                             |
| ------------------- | -------------------------------------------------------------- |
| The Best of Sistars | - Lanzamiento: 2 de julio de 2007 - Discográfica: Warner Music |

### Sencillos
| Canción                | Año  | Álbum       |
| ---------------------- | ---- | ----------- |
| «Spadaj»               | 2003 | Siła Sióstr |
| «Synu»                 | 2003 | Siła Sióstr |
| «Freedom»              | 2004 | EP          |
| «Sutra»                | 2004 | EP          |
| «My Music»             | 2005 | A.E.I.O.U.  |
| «Na Dwa»               | 2006 | A.E.I.O.U.  |
| «Inspirations»         | 2006 | A.E.I.O.U.  |
| «Skąd Ja Cię Mam»      | 2006 | A.E.I.O.U.  |
| «Listen To Your Heart» | 2006 | A.E.I.O.U.  |
| «Ziemia»               | 2013 | N/A         |